# Malá Kuonamka
Malá Kuonamka, Malá Kuonaška nebo Kujonapka (rusky Малая Куонамка, Малая Куонашка nebo Куйонапка, jakutsky Кыра Куонамка) je řeka v Jakutské republice v Rusku. Je dlouhá 457 km. Plocha povodí měří 24 800 km².

## Průběh toku
Teče po východním okraji Anabarské planiny. Ústí zprava do Anabaru (úmoří moře Laptěvů).

### Přítok
- zprava – Usumun, Žilinda, Delingde, Maspaky

## Vodní režim
Zdrojem vody jsou sněhové a dešťové srážky. Zamrzá na konci září až na začátku října a rozmrzá na konci května.